# Huornasenjärvi, Norrbotten
Huornasenjärvi är en sjö i Pajala kommun i Norrbotten och ingår i Kalixälvens huvudavrinningsområde.